# Lomatogonium
Lomatogonium é um género botânico pertencente à família Gentianaceae.
São flores anuais e podem ter entre 5 e 15cm de altura. Sua maior diversidade é encontrada na China, com mais de 16 espécies.
1. ↑  «Lomatogonium — World Flora Online». www.worldfloraonline.org. Consultado em 19 de agosto de 2020